# Угличское дело

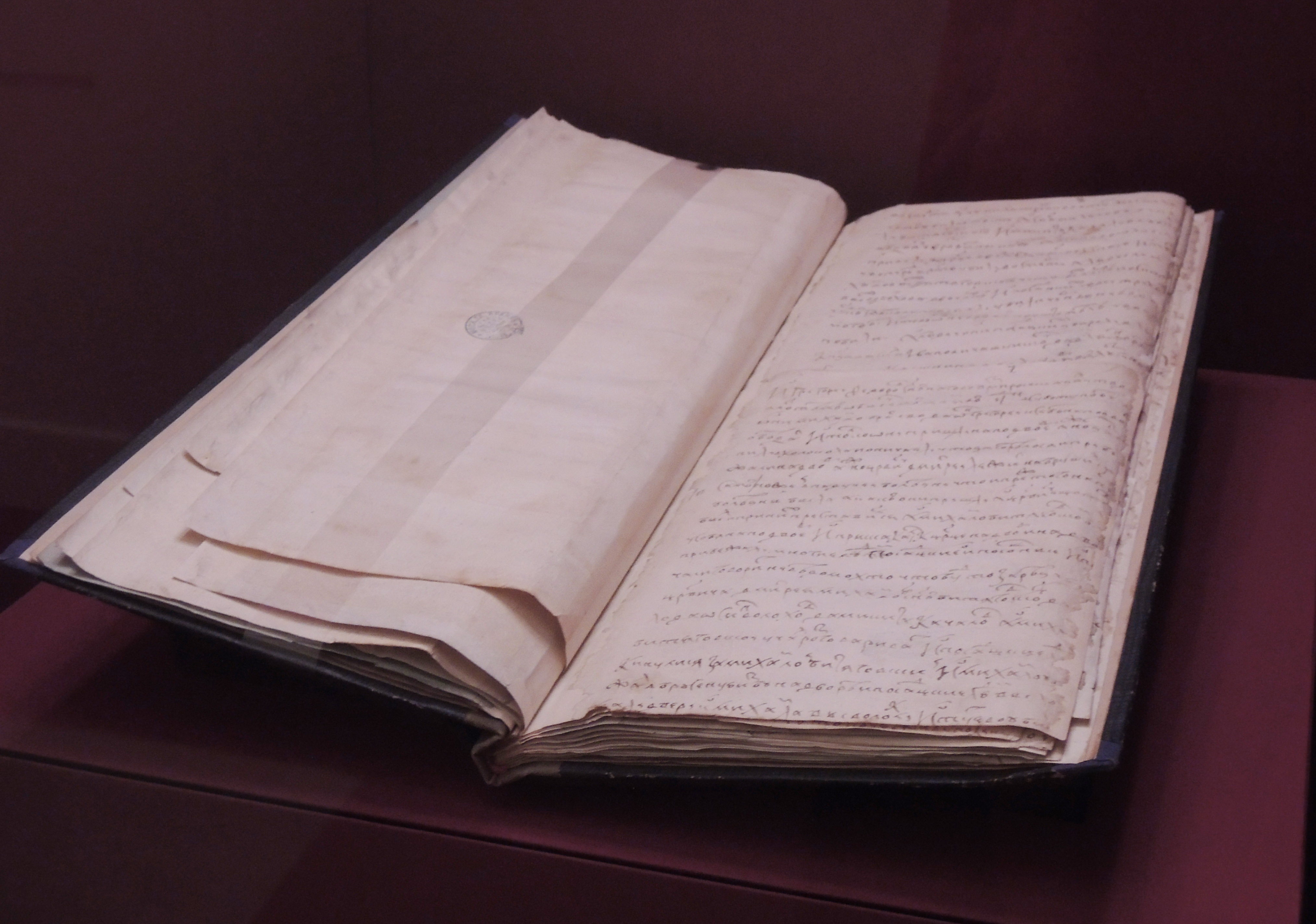
Дело в архиве РГАДА, 1591

Угличское дело (Углицкое дело) — расследование обстоятельств смерти младшего сына царя Ивана IV Грозного царевича Дмитрия 15 (25) мая 1591 года. Это самое раннее следственное дело в истории России, материалы которого сохранились до нашего времени.
Смерть царевича Дмитрия послужила прологом к Смутному времени. Она привела к угасанию московской линии Рюриковичей (после смерти его бездетного старшего брата семью годами позже), которым, в свою очередь, воспользовался для прихода к власти Борис Годунов.

## Предыстория
В первую половину правления царя Фёдора Иоанновича, сына Ивана IV, реальными правами на русский престол обладал младший брат царя — Дмитрий Иоаннович, удельный князь Угличский. Но в Москве не все признавали эти притязания, так как царевич был сыном от седьмого брака Ивана Грозного с Марией Нагой, который считался недопустимым с церковной точки зрения.
После смерти Ивана IV Мария Нагая вместе с сыном переехали в Углич, где заняли княжеские палаты. Московский и угличский дворы относились друг к другу с долей неприязни. Есть сведения, что Борис Годунов будто бы приказал не упоминать в ектениях имя Дмитрия Иоанновича, о нём умалчивалось в официальных случаях. Помимо этого, в Углич был послан дьяк Михаил Битяговский, которому был поручен надзор над Нагими.
Несомненно, такой контроль не мог им нравиться, что выливалось в постоянные ссоры с Битяговским. Неприязнь Нагих к московскому правительству могла объясняться и другими причинами: Мария Нагая не была удовлетворена отдалением от столицы (по сути, это была ссылка в захолустье), а её братья, как можно полагать, были недовольны тем, что, несмотря на свойство с покойным царём, не имели никакого влияния на политическую жизнь страны.
Про самого царевича Дмитрия ходило много слухов. Иностранцы вспоминали, как однажды царевич повелел сделать из снега чурбанов и каждый из них назвать именем московского боярина, а потом взял саблю и начал рубить эти чурбаны, приговаривая, что если он станет царём, то именно так будет сделано с московским боярством. По позднейшему сообщению Авраамия Палицына, Дмитрий грубо отзывался об окружении своего брата Фёдора Иоанновича, включая Бориса Годунова. Именно с этого времени начали «сеяться» слухи, что московское правительство хочет устранить наследника. Об этом мы можем судить на основании заметок английского дипломата Джайлса Флетчера, который в конце 1580-х писал:
Жизнь царевича находится в опасности от покушений со стороны тех, которые простирают свои виды на обладание престолом в случае бездетной смерти царя. Кормилица, отведавшая прежде него какого-то кушанья, как я слышал, умерла скоропостижно. В молодых летах в нём начинают обнаруживаться все качества отца. Он, говорят, находит удовольствие в том, чтобы смотреть, как убивают овец и вообще домашний скот, видеть перерезанное горло, когда течёт из него кровь, и бить палкой гусей и кур до тех пор, пока они не издохнут.

## Смерть царевича и беспорядки

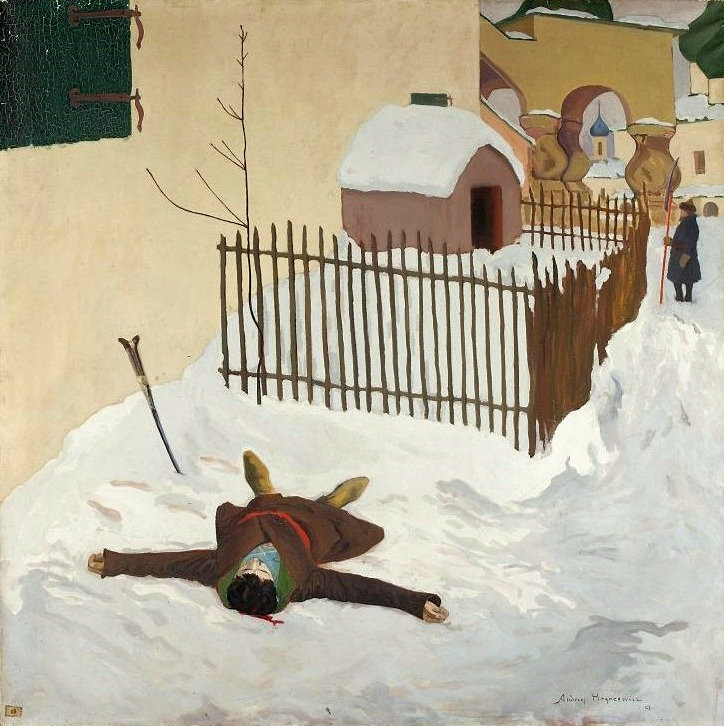
На картине 1909 года царевич изображён лежащим на снегу, хотя погиб он в конце мая

Дмитрий Иоаннович был найден мёртвым в Угличском кремле 15 (25) мая 1591 года: его горло было перерезано. Свидетелей не оказалось. Кормилица Арина Тучкова тоже ничего не видела. Поднялись крики, и Мария Нагая вышла во двор. Забили в набат, и среди угличан возникло смятение. Подозрение в убийстве царевича пало на Михаила Битяговского, его сына Даниила и нескольких родственников, которых тут же растерзала разъярённая толпа.
По заключению следствия, 15 (25) мая царевич Дмитрий в присутствии своей мамки (няни) Василисы Волоховой, кормилицы Арины Тучковой и постельницы Марьи Колобовой играл со сверстниками во дворе «в тычки» то ли с ножиком, то ли со сваей (заострённый четырёхгранный гвоздь). Неожиданно с царевичем случился припадок падучей болезни (эпилепсии), во время которого он провёл ножиком (гвоздём) по горлу, после чего умер на руках кормилицы. Со двора выбежала мать Мария Нагая, увидела случившееся и начала бить мамку поленом. Она объявила виновными Осипа Волохова (сын мамки), Даниила Битяговского (сына Михаила Битяговского) и Никиту Качалова. В Угличе зазвучал набатный колокол и собралась толпа. Михаил Битяговский начал успокаивать толпу, и был убит. Вскоре та же участь постигла и других обвиняемых.

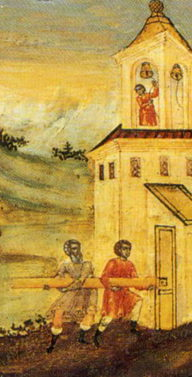
Пономарь бьёт в набатный колокол. Битяговские пытаются проникнуть на колокольню, чтобы избавиться от свидетеля. Деталь житийной иконы царевича Дмитрия (конец XVIII в.).

По окончании расправы Нагие начали фабриковать улики с тем, чтобы следственная комиссия признала смерть царевича убийством. Для этого они заставили приказчика (некого Ракова) положить около тела ножи и сабли, вымазанные куриной кровью, чтобы комиссии показать причастность виновных к убийству. Если верить материалам следствия, Михаил Нагой, главный зачинщик всех этих беспорядков, был в тот день пьян.

## Следствие
После беспорядков в Угличе правительство прислало в город доверенных людей, которым было поручено провести расследование произошедшего и наказать виновных. В следственную комиссию вошли именитый боярин и князь Василий Иванович Шуйский (глава следователей), окольничий Андрей Петрович Клешнин (родственник Бориса Годунова, дядька Фёдора Иоанновича), дьяк Елизар Данилович Вылузкин и митрополит Крутицкий и Сарский Геласий. В ходе расследования были допрошены до 150 человек — Нагие, свидетели, некоторые представители духовенства, дворовые и посадские люди, которые растерзали предполагаемых убийц. Все материалы вошли в следственное дело, беловой экземпляр которого был составлен, очевидно, ещё в Угличе. На его основе пытаются воссоздать картину произошедшего современные историки.
О результатах расследования комиссия доложила царю. Оставалось развенчать версию Нагих о том, что царевич был зарезан Осипом Волоховым (сыном мамки царевича), Никитой Качаловым и Данилой Битяговским (сыном дьяка Михаила, присланного надзирать за опальной царской семьей) — то есть по прямому приказу из Москвы. Это дело рассматривал Освященный собор во главе с патриархом Иовом. В ходе заседания 2 июня митрополит Геласий огласил устное заявление Марии Нагой, которая признавала расправу над Битяговскими и другими свидетелями делом неправым и просила снисхождения для своих родственников. Собор обвинил Нагих и угличан в самоуправстве и попросил светскую власть назначить им наказание.
В итоге Мария Нагая была пострижена в монахини под именем Марфы, её братья были отправлены в ссылку, а самые активные бунтовщики-угличане были казнены или сосланы. Вместе с ними отправился в Сибирь и угличский набатный колокол.

## Пересмотр дела
В 1605 году Лжедмитрий, провозгласивший себя «чудесно спасшимся» царевичем, пересмотрел угличское дело. Мария Нагая признала его своим сыном, другие участники расследования также поменяли показания. Воссоединение матери с «сыном» произошло в селе Тайнинском на глазах огромного количества народа: Дмитрий соскочил с коня и бросился к карете, а Марфа, откинув боковой занавес, приняла его в объятья, причём оба рыдали. Чудесное спасение царевича объяснялось вмешательством какого-то доброго доктора (о существовании которого русские источники вовсе не упоминают):

При царевиче был доктор, родом итальянец. Сведав о злом умысле, он… нашел мальчика, похожего на Дмитрия, и велел ему быть безотлучно при царевиче, даже спать на одной постели. Когда же мальчик засыпал, осторожный доктор переносил Дмитрия на другую постель. В результате был убит другой мальчик, а не Дмитрий, доктор же вывез Дмитрия из Углича и бежал с ним к Ледовитому океану.— "Дневник Марины Мнишек"
Глава следственной комиссии, Василий Шуйский, менял показания как минимум трижды. Будучи избран на русский престол в 1606 году, он заявил, что царевич «заклан бысть» от «лукаваго раба Бориса Годунова». Версия о виновности Годунова, который якобы организовал убийство царевича с целью в итоге заполучить корону, оставалась официальной и при Романовых, которые едва не были истреблены при Годунове и сохраняли заинтересованность в очернении его имени. После канонизации «невинно убиенного» царевича всякие сомнения в факте убийства стали расцениваться церковными властями как хула.

## Современные версии

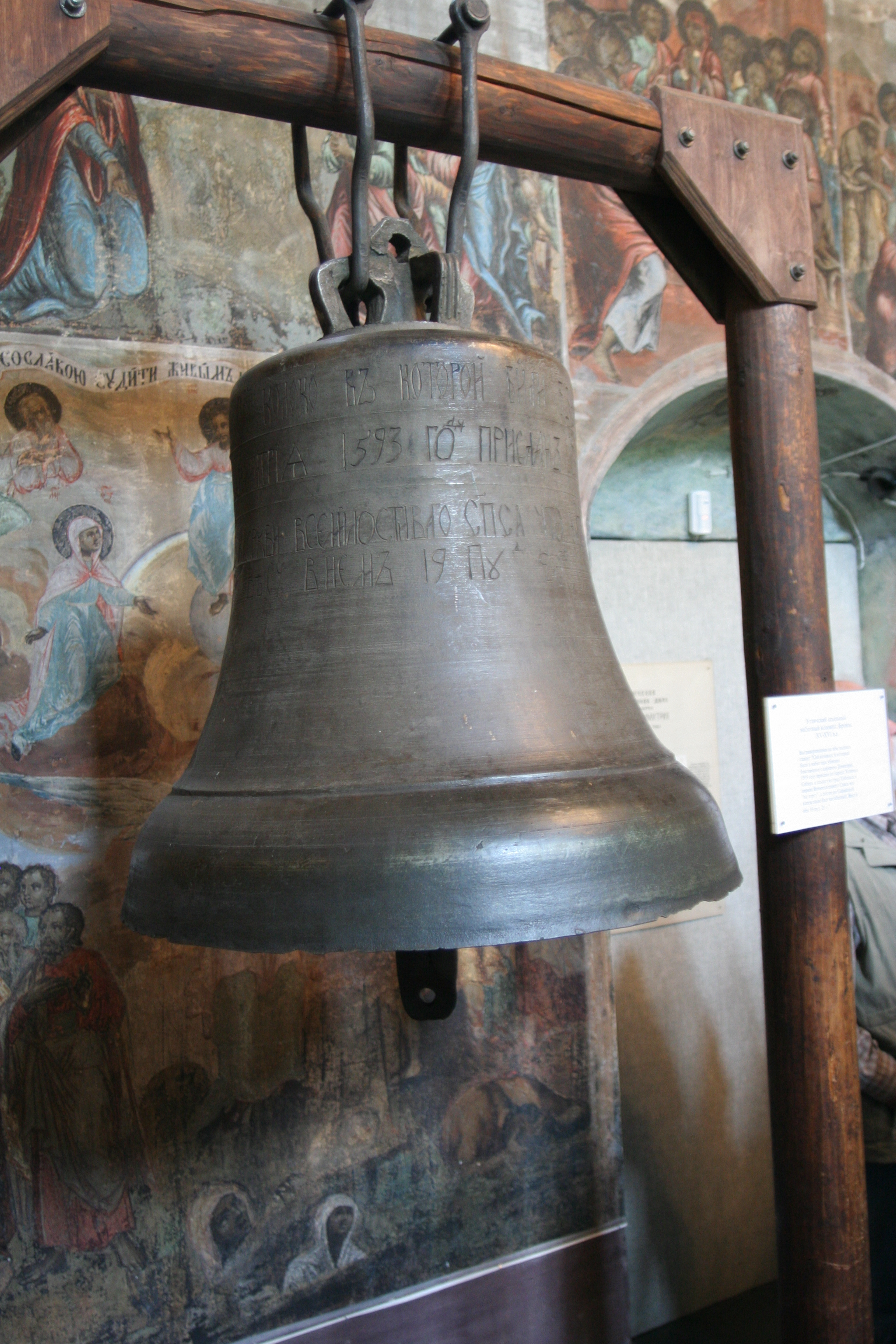
Пострадавший по угличскому делу колокол

В 1819 году были преданы гласности обнаруженные в архиве материалы уголовного дела, представленного в июне 1591 года на рассмотрение Освященного собора. Они не содержат каких-либо следов подтасовок и подчисток; не хватает только нескольких начальных листов. Это дело вызвало интерес даже за пределами России; известный писатель Проспер Мериме перевёл его материалы на французский язык.
Н. М. Карамзин и Н. И. Костомаров, продолжая развивать традиционную точку зрения о смерти Дмитрия как об убийстве, оценивали следственное дело скептически. С точки зрения Костомарова, следователями умышленно отобраны показания тех, кто считал, что царевич погиб от собственной руки, и пропущены показания Нагих, которые подозревали убийство и инициировали расправу над Битяговскими: «Вопрос о том, не зарезан ли Димитрий, не допускается; явно и умышленно обходят его, стараются закрыть благоразумным молчанием». Показания сторонников несчастного случая совершенно единообразны, создавая впечатление, что «все они плелись по одной мерке; камертон дан — все запели унисоном!»
В 1829 году в защиту Годунова от «наветов» выступил М. П. Погодин, недоумевавший: зачем убийцам «вместо тихого яда действовать звонким ножом? <…> Сколько невероятностей! Сколько несообразностей!» Многие современные историки (в частности, такие авторитетные исследователи Смуты, как С. Ф. Платонов и Р. Г. Скрынников) не видят оснований сомневаться в выводах следственной комиссии XVI века о том, что смерть царевича была несчастным случаем. Эта трактовка поднимает вопрос об ответственности и мотивах взрослых, которые, зная о регулярных припадках ребёнка, дозволяли ему «баловаться» с холодным оружием. Небольшая группа исследователей развивает аргументы сторонников Лжедмитрия о том, что убит был другой ребёнок.
Современный юрист И. Ф. Крылов приводит заключение профессора Р. А. Харитонова (крупный специалист по детской эпилепсии) о том, что во время припадка больной всегда выпускает находящиеся в его руках предметы. Соответственно, сам себе смертельную рану царевич нанести не мог. С точки зрения Крылова, более вероятно, что причиной его смерти стал неосторожный бросок ножика кем-то из участников игры (убийство по неосторожности).

## Указатель имён людей, проходивших по делу
В делах следственной комиссии значились очевидцы бывшие во дворе в начальный момент события и составляющие близкое окружение Марии Фёдоровны Нагой, а также дворовые люди слышавшие о происшедшем со слов других очевидцев:
- Ананьин Григорий — сенной сторож; Андреев Сенька — помяс; Андронов Тимофей — сенной сторож: Аникеев Иван — сытный сторож; Антипов Семанко — угличский рассыльщик; Астафьев Фёдор — стряпчий конюх; Афремов Богдан — стряпчий конюх; Афанасьев Алексей — пищик Кормового и Хлебного дворца; Афанасьев Борис — человек Михаила Нагого;
- Бабкин Марк — пищик; государев дьяк Битяговский Михаил (убит) с семьёй: Битяговская Авдотья — вдова, Битяговская Дуня — дочь, Битяговская Маша — дочь, Битяговский Даниил — сын (убит); Богдан — цареконстантиновский поп, духовный отец Григория Нагого; Богдаш — кутейщик; Бурков Немир — сытник; Бутаков Фёдор — сторож Хлебного дворца; Быков Тихон; Васильев Фёдор — стряпчий конюх; Васька — человек Волоховых; Васька — мыльник; Ватутин Константин — истопник; Волохова Василиса — вдова, мамка царевича; Волохов Осип, сын Василисы, мамки царевича; Воробьёв Михаил — истопник;
- Гнидин Яков — подключник Кормового дворца: Говоров Молчан — угличский рассыльщик; Горотчиков — сын боярский; Григорьев Даниил Михайлович — конюх; Григорьев Михаил — конюшенный приказчик: Григорьев Юшка — истопник; Гунбин Микита;
- Дмитрий Иванович — царевич (убит); Давыд — игумен Покровского монастыря; Дементьев Григорий — помяс; Десятого Третьяк — подьячий;
- Ежов Иван — пищик; Жеребцов Фёдор Алексеевич.
- Иванов Григорий — свечник; Ивановы Первушка и Рюмка — угличские рассыльщики; Иванов Савва — скатерник; Ивановы Сазон и Треня — сенные сторожа; Иванов Юрий — подключник Хлебного дворца; Игнатьев Тренка — сытный сторож; Исаев Юдка — сенной сторож; Исаков Обросим — сторож Хлебного дворца;
- Карпов Первый — дьяк; Качалов Никита (убит); Клементьев Якуш — сторож; Козловский Григорий Андреевич — жилец; Козлов Андрей — сын боярский; Колобов Пётр Самойлович — жилец; Колобов Самойло — сын боярский: Колобова Мария, жена Самойло — постельница; Коломин Шестак — помяс; Комаров Василий — хлебник; Корякин Степан — пищик дьяка Михаила Битяговского: Красенский Иван Иванович — жилец; Кузьмин Иван — человек дьяка Михаила Битяговского; Кузнецов Максим — сторож у Спаса;
- Ларивонов (Ларионов) Артемий — подключник Хлебного дворца; Ларивонов Терентий — подьячий; Лашаков Иван — сын боярский; Логинов Михаил — помяс;
- Малыгин Василий — угличский рассыльщик; Мандрыкин Тимофей; Мелюмин Григорий — угличский рассыльщик; Меньшиков Михаил — сытник; Мелюмин Григорий — угличский рассыльщик; Михайлов Андрей — повар; Михайлов Василий — подьячий; Михайлов Евдоким — сторож Дьячей избы; Мичюрин Тренка — угличский рассыльщик; Молчанов Михаил Васильевич; Моховиков Кирилл — сытник; Мочалов Андрей — ведун; Муранов Иван — угличский губной сторож;
- Нагая Мария Фёдоровна — царица (допрошена не была); Нагибины Назар и Дмитрий — хлебники; Нагин Иван — сын боярский; Нагой Андрей Александрович; Нагой Григорий Фёдорович; Нагой Михаил Фёдорович; Никитины Сергей и Иван — повара; Никитин Карп — сенной сторож;
- Евдоким — сторож; Овсянников Афанасий — истопник; Фёдор Афанасьевич по прозванию Огурец — вдовый поп, цареконстантиновский пономарь; Окулов Иван — сытный сторож;
- Павел — человек дьяка Михаила Битяговского; Пищулин Иван по прозванию Волк — хлебник; Полуехтов Степан; Портаев Иван — помяс; Протопопов Суббота — стряпчий Кормового дворца;
- Савватий — игумен Алексеевского монастыря; Савельев Панко — сторож; Свиридонов Василий — приказчик посошных людей; Семенов Макар — сенной сторож; Семухин Девятый;
- Тимофеевы Дмитрий и Иван; Тимофей — человек Михаила Нагого; Третьяков Данила; Тулубеев Григорий — ключник Сытного дворца; Тучков Баженко Нежданов — жилец; Тучков Ждан — муж кормилицы царевича; Тучкова Арина — кормилица царевича;
- Фатеев Влас — губной дьячок; Филиппов Григорий — помяс;
- Худоша Дмитрий — помяс;
- Чюча Иван — сторож; Щелин Фёдор — повар; Юдин Семейка — стряпчий; Якимов Ульян — уксусник; Яковлев Бажен — истопник.
- Посадские люди, не входившие в царский двор: Бутусов Истома; Буторин Василий; Ворожейкин Третьяк; Ильин Василий; Кондратий — оловянишник; Ляпун — хлебник; Ляпун Ятка; Максимов Григорий Толстый; Малафеев Василий; Митя — каменщик; Недорез Василий; Пашин Иван; Раков Русин — городовой приказчик Углича; Сава — плотник; Семейка — холщевник; Степан — Спасский соборный священник; Суббота — десятский Алексеевской слободы; Тит — сапожник; Тихонов Иван; Филя — десятник[19][20].

## В художественной литературе
- Версии о виновности Годунова в гибели Дмитрия придерживался Пушкин в трагедии «Борис Годунов» (1826).
- В историческом романе Константина Бадигина «Кораблекрушение у острова Надежды» (1977).
- В историческом романе Эдуарда Успенского «Лжедмитрий Второй, настоящий» (1999).
- В серии «Дела разбойного приказа» Сергей Булыга опубликовал в 2011 году роман «Углицкое дело».